# Petangames
Petangames, vlastním jménem Petr Esterka (* 5. srpna 1993 Hodonín), je český let's player, youtuber, speedrunner a streamer na platformě Twitch.tv. Vystupuje taktéž jako rapper pod přezdívkou PEET.

## Činnost
Na YouTube figuruje už od roku 2007, kdy si založil svůj první kanál petanbikes, a natáčel tam své skoky na kolech a koloběžkách. Na petanbikes taktéž vydával jeho známou dabingovou sérii "Pád třetí říše" kde parodicky předaboval scény původního snímku.
V roce 2012 si založil svůj druhý kanál petangames kde začal se sérií ze hry Penumbra: Black Plague. Následovala série Resident Evil 5 a série z Mafia: The City of Lost Heaven, kterou se proslavil.
Následovaly série jako Vietcong, Outlast 2, Challenge nebo ZNK. Samotná videa jsou většinou s Peťanovým doplněním velmi osobité a zábavné, je tomu tak především už jenom tím, že ve videích pije alkohol a dostává se tak k něčemu, k čemu by jinak střízlivý člověk nedošel.
Na Twitchi působí od roku 2018 jako streamer, který má podcast, kdy jde o většinu komunikací s chatem nebo čistě hraní různých počítačových her. Obvykle v neděli hraje Peťan horrory a ve středu jiné hry u kterých pije alkohol zpravidla se Stenem, kterému sám Peťan s tvorbou na YouTube pomohl. Ještě před Twitchem byly streamy na platformě Hitbox.tv (dnešním Smashcast.tv).
Od roku 2017 spolupracuje s Vinařstvím Cigánek, kterému značně pomohl s jeho propagací.
Tvorba je zaměřena jak na hry, tak i na spousty dalších témat, kdy byly vytvořeny vlastní postavy, které Peťan vymyslel jako Peťuláš (Mikuláš), Smrťák (Smrtka) nebo Ruch (Rumový duch). Peťan vytvořil několik minifilmů, jak už s vytvořenými postavami, tak i se svými přáteli. Časem se hlavním sponzorem Peťana stalo Vinařství Cigánek. Vinařství Cigánek bylo založeno v roce 2014 Ondřejem Cigánkem, který se jak objevuje v přímém kontaktu s Peťanem a Stenem, tak je především dodavatelem a sponzorem. Bývá často vyzdvihován jak na YouTubu tak i při streamech na Twitchi.
Dne 17. února 2024 na svém kanále petangames vydal video [GAME PAUSED], po kterém přestal natáčet.
Na banneru jeho YouTube kanálu má uvedeno, že bude jeho tvorba na YouTube znova veřejně pokračovat od února 2025, ale svůj návrat na YouTube už měl 13. září 2024, kdy vydal své první video po pauze pouze pro své členy kanálu.
Dne 20. února 2025 na svém kanále petangames vydal krátký film "Hledám si reálnou práci.", kterým oznámil svůj návrat ke tvorbě na YouTube. A dne 21. února 2025 vydal pokračování k videu [GAME PAUSED] s názvem [RESUME GAME], v němž shrnul, co se za rok jeho pauzy událo, a jaký bude chod jeho kanálu.

## Hudba
Petr taky tvoří vlastní hudbu, které se aktivně věnoval od podzimu 2006 až do roku 2012. Po vzniku kanálu petangames, šla ale hudební tvorba na vedlejší kolej. Dnes už vydává jen velmi zřídka. Většinu jeho hudebních počinů, zle najít na jeho starém kanále s názvem petanbikes, kde Petr vystupuje pod přezdívkami Mad Peet nebo PEET. Jedním z mnoha, s kým Petr spolupracoval při tvorbě pestré škály druhů hudby, byl Ygnor, GATSBY (alan robek), GVLO, WARMI, CARL JOHNSON, STN nebo Hustla.
- Chcanda do kaťat (2012)[15]
- Konečně Pátek (2012)
- Totální Deprese (2014)
- Rovný pohled (2014)[16]
- Hovada (2015)[17]
- Autodrom (2015)
- Northrend (2016)
- Views (2016)
- Amnesia (2017)[18]
- HDRPLN (2017)[19]
- WiFi (2017)
- Lights Out (2018)
- Disconnected (2018)[20]
- Pít & Ignor (2019)
- Kompas (2019)[21]
- Pisstolero (2021)[22]
- Ditto (2022)[23]
- 131021 (2022)[24]
- V klidu (2023)[25]
- Northrend II (2023)[26]

## Události

### Smrt M4rtyho
V roce 2013 byl Peťan také spojován s jedním z mnoha neslavných dopadů her na člověka, kdy Martin Šimek (M4rty09) po hře Mafia, kterou hrál celou noc, a pár panácích tvrdého alkoholu následující den vyjel a boural na dálnici D1 a v autě uhořel.

### Peťanův dokument
Jde o dílo, které zpracovali studenti filmové školy ve Zlíně, ve kterém Peťan ukazuje, jak prožívá svůj běžný život a ne jen ten za kamerou. Kromě toho, že je zde zachyceno, jak Peťan vyrůstal a jaký vedl život, je zde i pohled obyčejného diváka v podobě návštěvy největších sponzorů při streamu z komunity na Twitchi. Je zde zachycen i STN (Sten), který jako Peťanův kamarád a kolega vykládá, jaký Peťan vlastně je.